# Anorostoma coloradense
Anorostoma coloradense är en tvåvingeart som beskrevs av Garrett 1924. Anorostoma coloradense ingår i släktet Anorostoma och familjen myllflugor. Inga underarter finns listade i Catalogue of Life.